# Вечный огонь славы (мемориал, Великий Новгород)
Мемориал «Вечный огонь славы» в Великом Новгороде находится на территории новгородского Детинца между Златоустовской и несуществующей ныне Воскресенской башней (вход в Детинец со стороны Софийской площади). Авторы — ленинградские художники и архитекторы Я. А. Свирский, В. М. Скороходов, Е. М. Рапопорт, П. Ю. Юшканцев.

## История
До 1966 года на месте современного мемориала существовало два братских захоронения. В одном были погребены 6 человек из числа советских деятелей Новгородской губернии, погибших в 1923—1937 годах. В 1937 году на их могиле был установлен монумент в виде железобетонной розовой колонны, на которой была закреплена мраморная доска с именами.
Второе захоронение находилось в тесном соседстве с первым и возникло в 1944 году. Здесь были погребены 19 воинов 59-й армии, погибших в январе—феврале 1944 года. В 1965 году оба захоронения были объединены в одном месте и под единым надгробием. 8 мая того же года мемориал «Вечный огонь славы» был торжественно открыт. Из Ленинграда в Новгород был доставлен факел с пламенем, зажжённым от «Вечного огня» на Марсовом поле. Новгородский огонь зажгли Герой Советского Союза И. А. Каберов и участвовавшая в партизанском движении А. П. Фадеева.
Композиция мемориала состоит из массивного гранитного надгробия, врезанного в земляной откос. Длина надгробия 16 м, ширина — 3 м, высота 2,4 м. Оно состоит из 22 вертикально стоящих плит. На лицевой стороне высечены слова Даниила Гранина: «Основа жизни — мужество народа, и в подвигах бессмертие его», а также надпись «Здесь лежат солдаты Великой Отечественной войны. Они сделали всё для Победы. Вечная слава им».

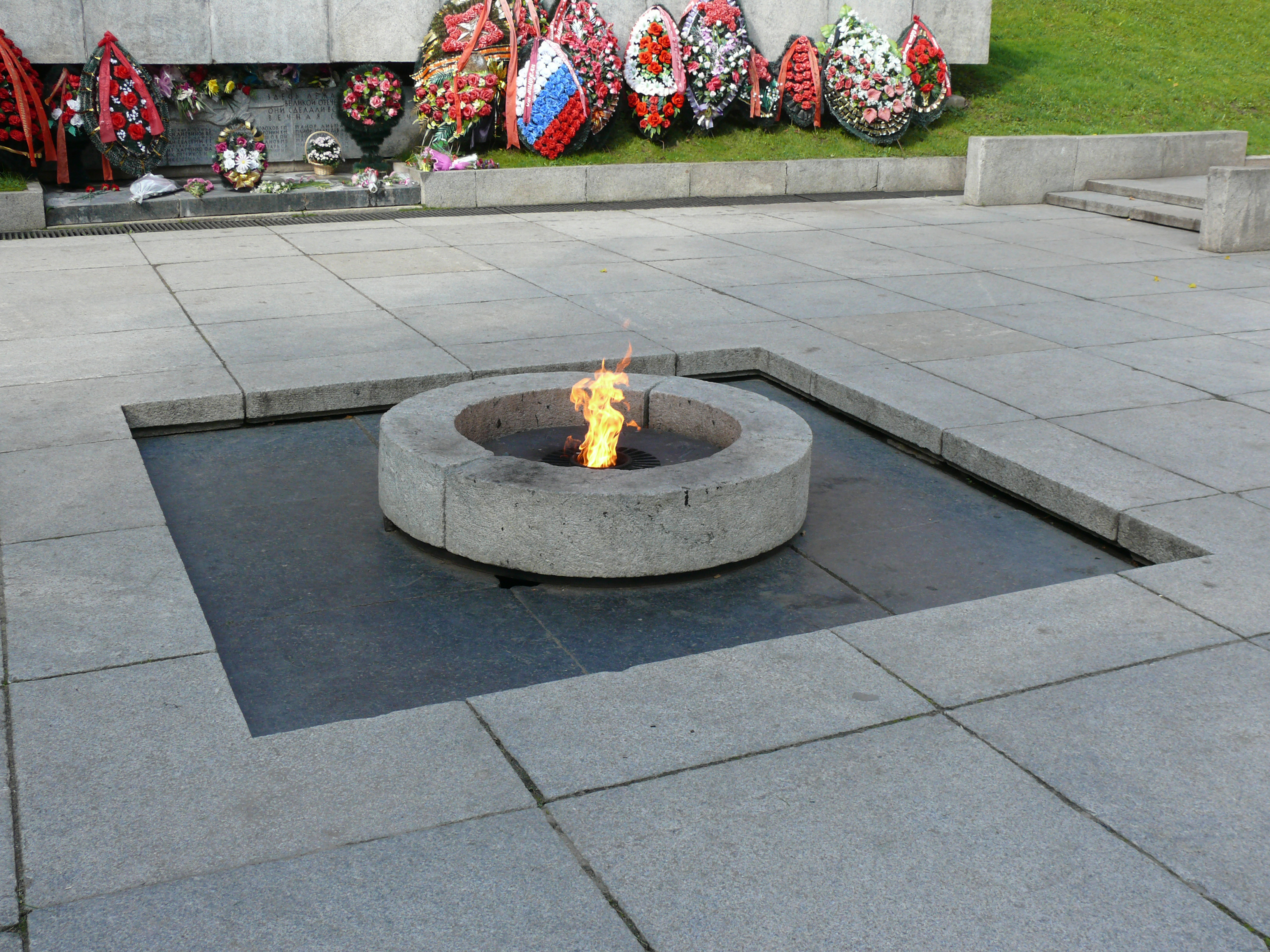
Чаша с газовым факелом

Перед надгробием находится площадка, выложенная также гранитной плиткой серого цвета. В центре площадки в небольшом углублении чёрным мрамором выложен квадрат 3 × 3 м, в середину которого помещена гранитная чаша диаметром 1,5 м. В центре чаши горит газовый факел.
В 1975 году у мемориала был организован почётный караул из новгородских школьников — так называемый «Пост № 1». Среди школ было объявлено общегородское соревнование за право первой отправить своих учеников на несение вахты у «Вечного огня». Победила 23-я Средняя школа. Караульный отряд состоял из пионеров и комсомольцев. У огня, сменяемые друг за другом, попеременно стояли 3 школьника — два мальчика с охолощенными автоматами АК и одна девочка. Одна вахта длилась 15 минут, зимой, летом -30 мин. Караул сменялся с 9 утра до 18 вечера.
В 1990 году Пост № 1 был упразднён.
В настоящее время (2011) у мемориала «Вечный огонь славы» устраиваются памятные мероприятия, чествуются ветераны и возлагаются венки в память погибшим. В одном из интервью Председатель Госдумы РФ Борис Грызлов пообещал восстановить школьные караулы на подобных объектах.